# هامبدن بارك
ملعب هامبدن بارك هو ملعب متعدد الاستخدام يقع في مدينة غلاسكو الاسكتلندية. غالبا ما يتم استخدامه لمباريات كرة القدم. يسع الملعب لجلوس 52,103 متفرج. يعتبر الملعب الرسمي الذي يخوض فيه منتخب اسكتلندا مبارياته الدولية. تم افتتاح الملعب في سنة 1903.